# Neoblattella maculiventris
Neoblattella maculiventris är en kackerlacksart som först beskrevs av Robert Walter Campbell Shelford 1909.  Neoblattella maculiventris ingår i släktet Neoblattella och familjen småkackerlackor. Inga underarter finns listade i Catalogue of Life.